# Sichuan Airlines

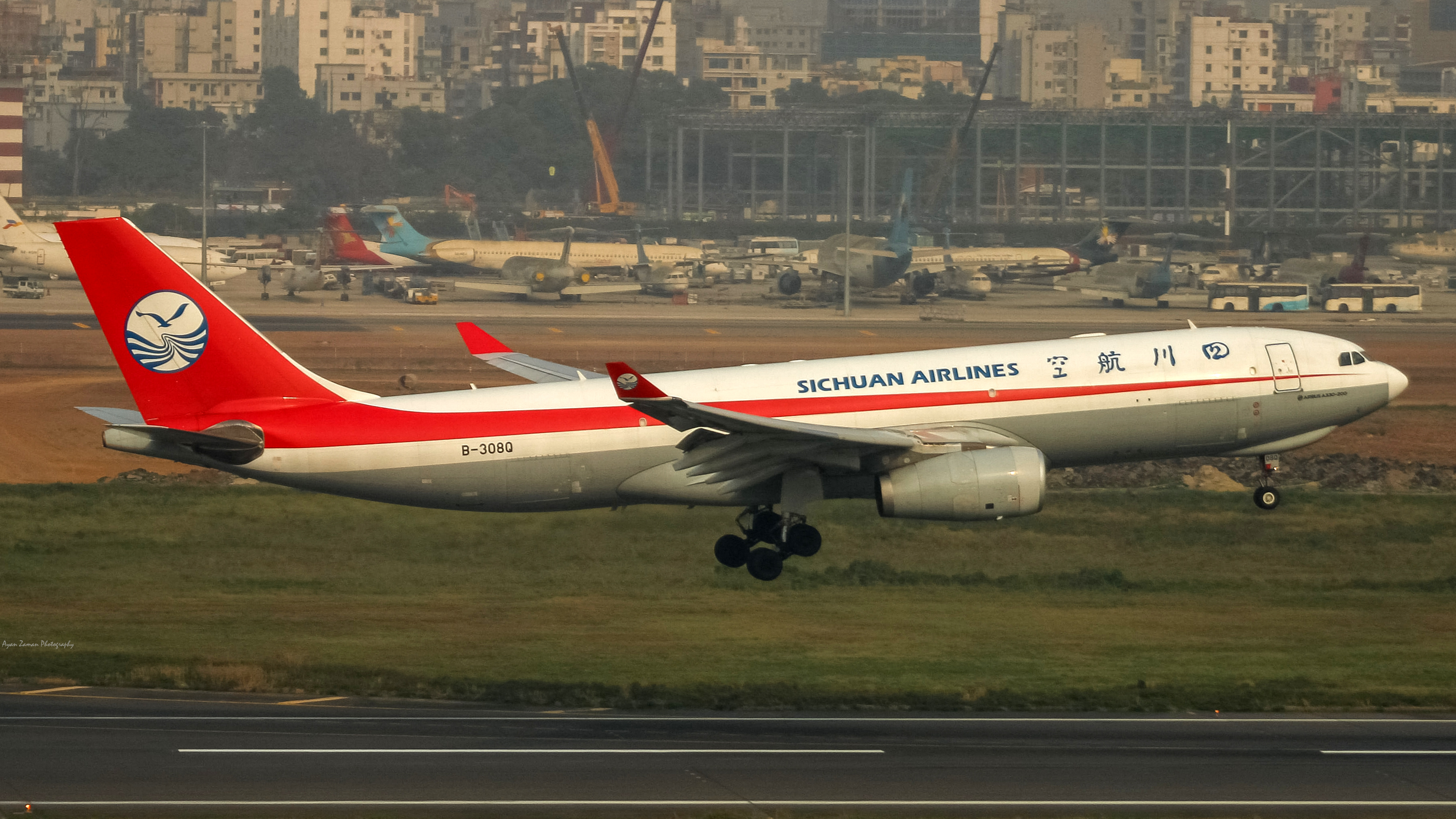
Sichuan airlines Cargo

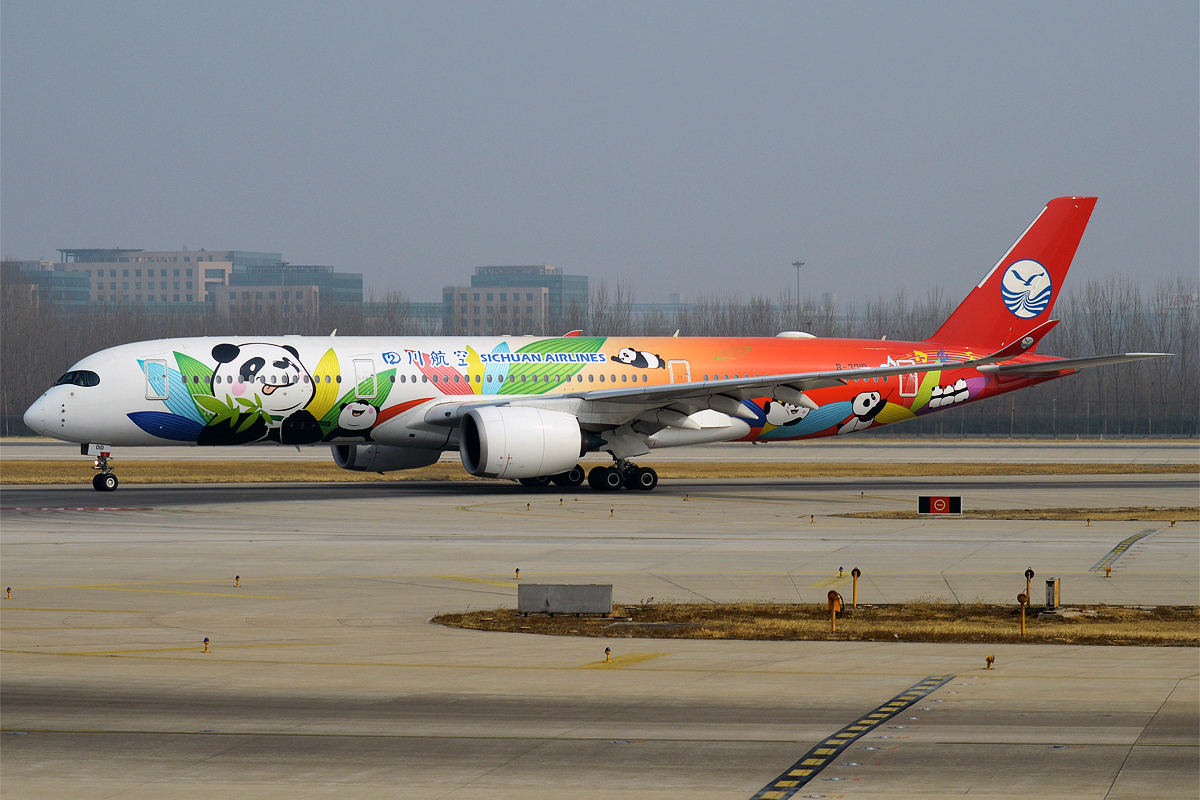
Sichuan Airlines (Panda Livery), B-301D, Airbus A350-941

Sichuan Airlines là hãng hàng không đóng ở Thành Đô, Tứ Xuyên, Trung Quốc. Hãng này có cơ sở hoạt động chính tại sân bay quốc tế Song Lưu Thành Đô, ngoài ra hãng còn có trung tâm phụ ở sân bay quốc tế Giang Bắc Trùng Khánh, Trùng Khánh, Trung Quốc. 
Hãng hàng không này được lập ngày 19 tháng 9 năm 1986 và bắt đầu hoạt động từ ngày 14 tháng 7 năm 1988. Tháng 8 năm 2002, hãng này đã được tổ chức lại và Sichuan Airlines Group thuộc sở hữu chính quyền tỉnh, đã trở thành cổ đông lớn nhất (40%). Các cổ đông khác gồm China Southern Airlines (39%), Shandong Airlines (10%), Shanghai Airlines (10%) và Gingko Restaurant (1%). Hãng thuê 1.844 nhân công.

## Thỏa thuận liên danh
- Air China
- Chengdu Airlines
- China Eastern Airlines
- China Express Airlines
- China Southern Airlines
- Juneyao Airlines
- Kunming Airlines
- Shandong Airlines
- Shanghai Airlines
- Shenzhen Airlines
- Tibet Airlines
- XiamenAir

## Đội tàu bay

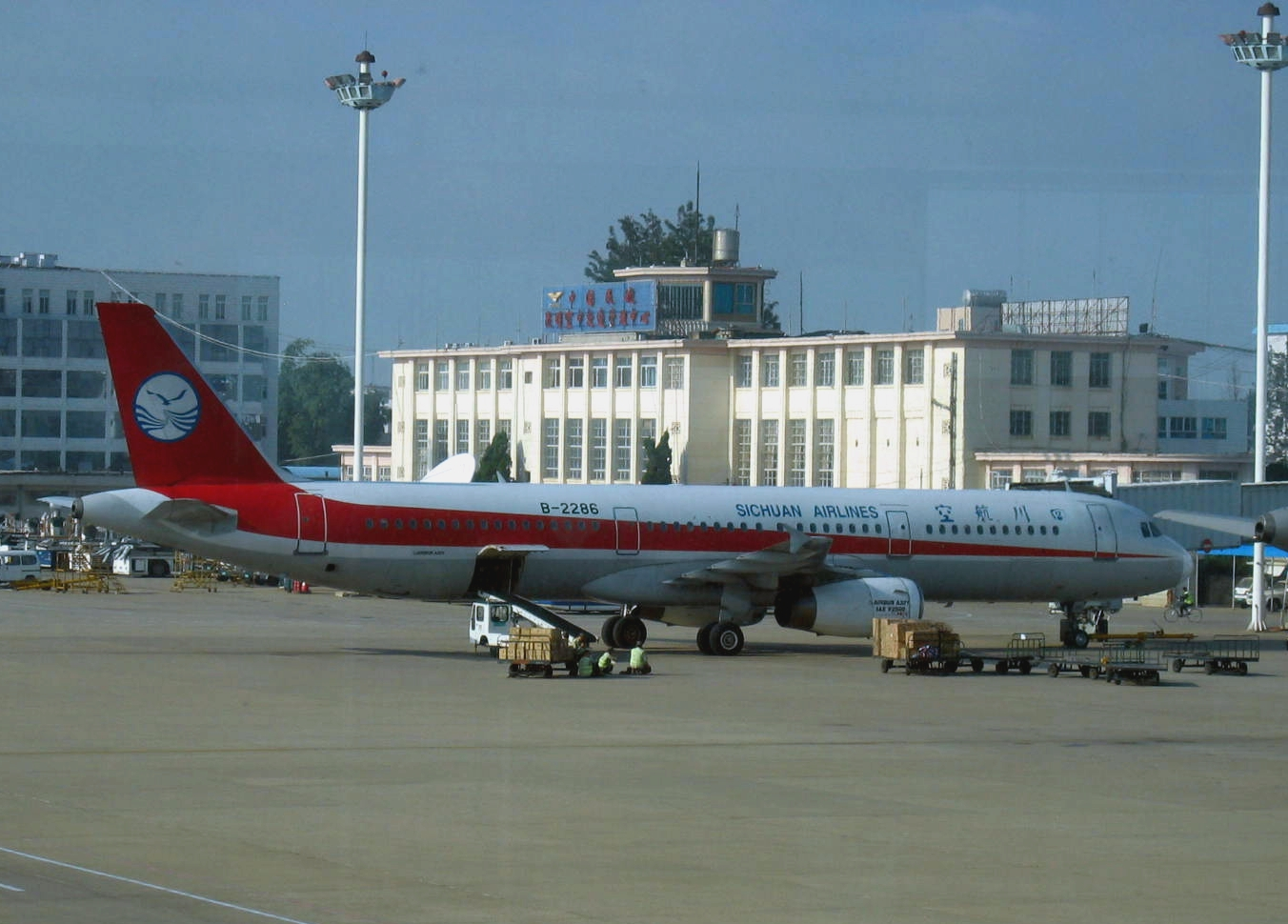
Máy bay Airbus A321 của Sichuan Airlines tại sân bay Côn Minh.

Tại thời điểm ngày 3 tháng 5 năm 2009, tuổi trung bình của đội tàu bay Sichuan Airlines là 6,2 năm.(). Đội máy bay của Sichuan gồm chiếc Airbus 320 đầu tiên lắp ráp ở Trung Quốc ở FLAC tại Thiên Tân.